# Aimez-vous les uns les autres (film, 1922)
Pour les articles homonymes, voir Aimez-vous les uns les autres.
Aimez-vous les uns les autres (Die Gezeichneten, littéralement « les stigmatisés ») est un film allemand muet, réalisé par Carl Theodor Dreyer, sorti en 1922. Tourné en 1921, c'est le quatrième film du réalisateur danois et son premier film allemand.

## Synopsis
L'action se déroule en Russie au début du XXe siècle. L'histoire d'amour entre Hanne-Liebe, une jeune fille juive et Sascha, un jeune révolutionnaire, avec en toile de fond la répression policière tsariste et les pogroms contre les juifs, alors que se profile la révolution de 1905.

## Fiche technique
- Titre : Aimez vous les uns les autres
- Autre titre : Les Déshérités
- Titre original : Die Gezeichneten
- Titre danois : Elsker hverandre
- Réalisation : Carl Theodor Dreyer
- Scénario : Carl Theodor Dreyer, d'après le roman d'Aage Madelung Elsker hverandre
- Photographie : Friedrich Weinmann
- Décors : Jens G. Lind, assisté (pour la couleur locale) du peintre Victor Aden et du Professeur Krol, architecte, deux émigrés russes
- Pays de production : République de Weimar
- Société de production : Primus-Film GmbH
- Format : Noir et blanc - 1,33:1 - Film muet - 35 mm
- Genre : Drame
- Durée : 100 minutes[1]
- Dates de sortie : 
  - Danemark : 7 février 1922
  - République de Weimar : 23 février 1922

## Distribution
- Polina Piechovska : Hanne-Liebe Segal
- Vladimir Gaïdarov : Jakow Segal
- Adele Reuter-Eichberg : Mme Segal
- Johannes Meyer : Rylowitsch
- Thorleif Reiss : Alexander Krasnow (Sascha), un étudiant
- Richard Boleslawski : Gawrik Suchowerski (Fedja)
- J.N. Douvan-Tarzow : le père Suchowerski, un homme d'affaires russe
- Sylvia Torf : Zipe
- Hugo Döblin : Abraham, l'époux de Zipe
- Ivan Bulatov : le vieux paysan
- Elisabeth Pinajeff : Manja, camarade de classe d'Hanna
- Emmy Wyda : Anna Arkadjevna, la directrice de l'école
- Tatjana Tarydina : Natalia Petrovna, institutrice
- Friedrich Kühne : le chef de la police
- Mikhail Chernov : Mme Machler, l'entremettrice juive
- M. Hoch-Pinnova : Nastia, femme de chambre chez Mme Segal

## Autour du film
- Ce film, perdu pendant plusieurs années, fut retrouvé, en 1961, dans les archives de la cinémathèque de Moscou, sous le titre Pogrom, grâce au journaliste Vladimir Matusevitch, spécialiste de la littérature et du cinéma scandinaves.
- Le film est adapté d'un roman-fleuve à succès, paru en 1912, écrit par le Danois Aage Madelung qui, marié à une juive et ayant vécu plusieurs années en Russie, avait traité son sujet en connaissance de cause[2].
- Aimez vous les uns les autres représenta un double dépaysement pour Dreyer : il ne tourna pas en Scandinavie, mais en Allemagne avec des acteurs étrangers. « On comprend combien grande est la Russie quand on compare Vladimir Gadjarov et Richard Boleslawski. Tous les deux ont un type russe marqué, et pourtant ils sont fort différents. Gadjarov avec de grands yeux, brillants et mélancoliques, et des lèvres fines ; une physionomie sensible qui reflète immédiatement les sentiments les plus nuancés et l'ironie. Et puis Boleslawski ! Il est debout près de la fenêtre et il contemple le crépuscule. [...] on a du mal à croire qu'il est comédien. On l'imagine beaucoup plus facilement debout au gouvernail d'une péniche descendant la Volga », dira-t-il[3].